# Acanthastrea hillae
Acanthastrea hillae är en korallart som beskrevs av Wells 1955. Acanthastrea hillae ingår i släktet Acanthastrea och familjen Mussidae. IUCN kategoriserar arten globalt som nära hotad. Inga underarter finns listade i Catalogue of Life.